# Isla Canning
Isla Canning är en ö i Chile.   Den ligger i regionen Región de Magallanes y de la Antártica Chilena, i den södra delen av landet, 1 900 km söder om huvudstaden Santiago de Chile. Arean är 43 kvadratkilometer.
Terrängen på Isla Canning är lite kuperad. Öns högsta punkt är 549 meter över havet. Den sträcker sig 5,3 kilometer i nord-sydlig riktning, och 13,4 kilometer i öst-västlig riktning.